# Сулу-Куак
Сулу́-Куа́к (рос. Сулу-Куак, башк. Һыулыҡыуаҡ) — присілок у складі Кармаскалинського району Башкортостану, Росія. Входить до складу Адзітаровської сільської ради.
Населення — 44 особи (2010; 73 в 2002).
Національний склад:
- татари — 82 %